# Harmothoe pentactae
Harmothoe pentactae är en ringmaskart som först beskrevs av Giard 1886.  Harmothoe pentactae ingår i släktet Harmothoe och familjen Polynoidae. Inga underarter finns listade i Catalogue of Life.